# Republik Unabhängiges Guyana

Die Republik Unabhängiges Guyana entspricht in etwa dem brasilianischen Bundesstaat Amapá (grün markiert)

Die Republik Unabhängiges Guyana (französisch République de la Guyane indépendante), nach der Hauptstadt Counani (Cunani in Brasilianischem Portugiesisch) auch als Republik von Counani oder Counani-Freistaat bezeichnet, war ein kurzlebiger unabhängiger Staat in Südamerika.

## Republik Unabhängiges Guyana (1886–1891)
Mitte des 19. Jahrhunderts waren die Grenzen zwischen Französisch-Guayana und Brasilien unklar. Verhandlungen scheiterten, und 1862 wurde vereinbart, dass die Region zwischen dem Fluss Oyapock und dem Amazonas, die in etwa dem heutigen brasilianischen Bundesstaat Amapá entspricht, neutrales Gebiet sei.
Der Schweizer Paul Quartier, der das Gebiet 1883 besucht hatte, kam 1885 zurück und traf sich mit den Anführern der Siedlungen Counani und Carsewenne (heute: Calçoene), die Brasilien feindlich gesinnt waren. Am 23. Juli 1886 wurde ein Vertrag unterzeichnet, der die Republik Unabhängiges Guyana in der neutralen Zone gründete.

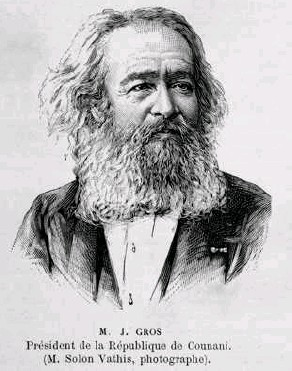
Jules Gros, Präsident der „Republique de Counani“ (Januar 1888)

In Counani wurde eine Regierung installiert, mit Jean Ferréol Guigues als Staatsminister und Paul Quartier als Quartiermeister. Als Präsident „wählten“ sie Jules Gros, einen in Paris tätigen Journalisten, mit dem die beiden Abenteurer bereits seit einiger Zeit Geschäfte betrieben.
Am 11. September 1887 erklärten Frankreich und Brasilien gemeinsam, dass sie die Republik Unabhängiges Guyana nicht anerkannten. Gros, der von Paris aus regierte, zerstritt sich mit seinen „Beamten“ vor Ort, die ihn für abgesetzt erklärten.
Jules Gros bestand darauf, weiterhin als Präsident auf Lebenszeit zu regieren. Mit englischen Kaufleuten gründete er ein Syndikat zur Nutzung der Ressourcen des unabhängigen Guyana. Mit dem Tod von Gros 1891 endete die Geschichte der Republik Unabhängiges Guyana endgültig.
1894 wurde im Rio Calçoene Gold gefunden. In der Folge wurde von dem brasilianischen General Francisco Cabral in dem Gebiet ein Staat unter brasilianischem Protektorat ausgerufen. Durch militärische Intervention von Französisch-Guayana aus wurde Cabral 1895 zum Rücktritt gezwungen. 1897 baten Frankreich und Brasilien die Schweiz, als Vermittler in der Grenzfrage zu agieren. Das umstrittene Gebiet wurde Brasilien zugeschlagen.

## Counani-Freistaat (1892–1911)
1892 proklamierte sich der französische Offizier Adolphe Brezet zum Präsidenten des Counani-Freistaats und ernannte drei Minister. Die vier Abenteurer wurden jedoch von der brasilianischen Armee festgenommen und für zwei Wochen eingesperrt. Brezet ging nach Frankreich ins Exil, wo er als Duc (Herzog) de Brezet residierte.
1902 gab Brezet eine Pressekonferenz in Paris, auf der er sich erneut als Präsident des Counani-Freistaats präsentierte. Dieser Freistaat hatte eine Verfassung und eine Flagge, und er gab Briefmarken heraus. Er wurde jedoch weder von Frankreich noch von Brasilien anerkannt. Lediglich die südafrikanischen Burenrepubliken, für die Brezet zuvor gekämpft hatte, nahmen diplomatische Beziehungen zu dem Freistaat auf.
Der Counani-Freistaat hörte 1911 endgültig auf zu existieren.